# Rhene albigera
Rhene albigera là một loài nhện trong họ Salticidae.
Loài này thuộc chi Rhene. Rhene albigera được Carl Ludwig Koch miêu tả năm 1846.